# Batalha do Golfo de Leyte
A Batalha do Golfo de Leyte foi a maior batalha naval da história contemporânea, ocorrida entre 23 a 26 de outubro de 1944 nas águas em torno da ilha de Leyte, nas Filipinas, entre o Império do Japão e os Aliados, durante a Segunda Guerra Mundial.
Esta batalha na verdade foi uma campanha naval dividida em quatro batalhas correlatas: Batalha do Mar de Sulu, Batalha do Estreito de Surigao, Batalha do Cabo Engaño e Batalha de Samar. Os Aliados invadiram a ilha de Leyte para cortar a ligação e as linhas de suprimento entre o Japão e o resto de suas colônias do Sudeste Asiático, principalmente o fornecimento de petróleo para a marinha imperial japonesa. Os japoneses então reuniram todas suas principais forças navais ainda em operação na guerra para reprimir o desembarque das tropas aliadas, mas falharam em seu objetivo, sendo derrotados e sofrendo pesadas baixas.
A batalha foi o último grande confronto naval da Segunda Guerra Mundial, porque após sua derrota a Marinha Imperial Japonesa não mais teve condições de colocar em combate uma força naval significativa, e sem combustível para seus navios restantes aguardou pelo fim da guerra ancorada em suas águas territoriais. Foi em Leyte que aconteceram, pela primeira vez na guerra, os ataques suicidas organizados dos aviões kamikazes japoneses contra a frota norte-americana no teatro da Guerra do Pacífico. Foi também a última batalha naval entre couraçados da história.
Envolvendo mais de 200 000 marinheiros e aviadores e quase 400 navios, é considerada a maior batalha naval da Segunda Grande Guerra e talvez a maior batalha no mar da história.

## Estratégias
Em 1943, a campanha aliada no Pacifico havia expulsado os japoneses de diversas posições nas Ilhas Salomão e em 1944 desembarques ousados dos norte-americanos apoiados por grandes frotas de porta-aviões na região central do Pacífico, culminaram com a retomada das Ilhas Marianas, com o subsequente estabelecimento de bases que propiciaram voos de ida e volta de seus bombardeiros B-29 ao Japão, que começou a sentir os efeitos dos pesados ataques aéreos a seu território.
Os japoneses contra-atacaram na Batalha do Mar das Filipinas, na qual os aliados destruíram três porta-aviões e derrubaram cerca de 600 aviões, estabelecendo a partir dali e pelo resto da guerra, uma superioridade aérea e naval sobre o Japão.
O plano do estado-maior americano após estas vitórias era o de fazer um bloqueio marítimo às Filipinas e atacar Formosa, para dar aos Aliados o controle das rotas marítimas entre o Sudeste Asiático e o Japão. Entretanto, o general Douglas MacArthur defendia a invasão das Filipinas, por motivos estratégicos, políticos e sentimentais, argumentando que deixar o país em mãos japonesas acarretaria uma grande perda de prestígio na região e seria uma afronta a ele, MacArthur, que para lá prometera retornar após ter sido obrigado a fugir do país em 1942, durante a invasão japonesa. Além disso, o formidável poder aéreo que os japoneses ainda tinham nas Filipinas era considerado perigoso demais para ser ignorado e ultrapassado pelos Aliados numa campanha contra Formosa, que geograficamente colocaria as Filipinas às suas costas.

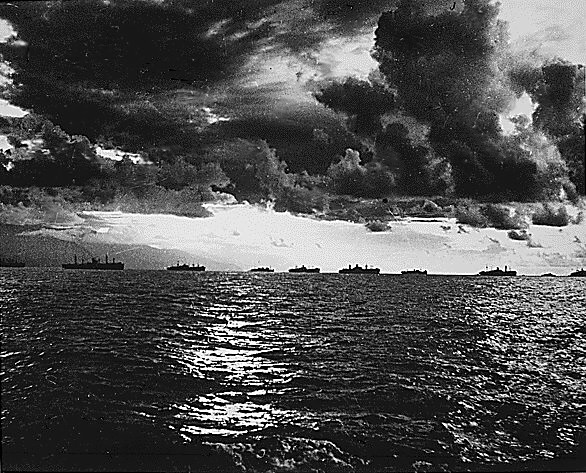
A armada norte-americana navega em direção ao Golfo de Leyte.

MacArthur e o Almirante Chester W. Nimitz tinham divergências sobre os próximos planos de ataque, com Nimitz defendendo a opção da invasão de Formosa, acreditando que isso daria acesso ao território chinês, considerado desnecessário por MacArthur. Foi preciso uma reunião com o Presidente Franklin Roosevelt para que se chegasse a um consenso, que estabeleceu a prioridade pelas Filipinas, com Nimitz finalmente aceitando a opção.
Os japoneses, por seu lado, também tinham seus planos, divididos em quatro “planos de vitória”: os planos Sho-Go. Sho-Go 1 era o planeamento de uma grande operação naval em defesa das Filipinas. Sho-Go 2, 3 e 4 seriam uma resposta a um ataque aliado à Formosa, às Ilhas Riukyu e Ilhas Kurilas respectivamente. Esses planos eram operações complexas e ousadas, que comprometiam todas as forças navais e aéreas japonesas ainda disponíveis para uma batalha decisiva, mas que não levavam conta a escassez de petróleo sofrida pelo Japão.
Em 12 de outubro de 1944, quando o Almirante Nimitz lançou um ataque aéreo contra Formosa, para impedir que os aviões ali baseados interviessem no desembarque aliado em Leyte, os japoneses puseram o Sho-Go 2 em ação, lançando levas e levas de ataques aéreos contra os porta-aviões de onde saíam as aeronaves que os atacavam, perdendo cerca de 600 deles em três dias, quase a totalidade de sua força aérea na região. Com o desembarque no Golfo de Leyte, os japoneses fizeram a transição para Sho-Go 1.
O plano consistia basicamente na utilização de três forças navais com objetivos diferentes. A frota do Almirante Jisaburō Ozawa, denominada Força Norte, avançaria para as Filipinas vindo do norte com uma força de porta-aviões quase sem aeronaves, com o intuito de iludir o comando da frota americana e obrigá-los a se desviarem do objetivo principal e sair a seu encontro ao norte. Sem a cobertura aérea propiciada pelos aviões aliados, desviados para a perseguição à frota de Osawa, a frota de desembarque americana seria então atacada pelo oeste, por três frotas de navios de batalha de superfície, respectivamente comandadas pelos almirantes Takeo Kurita, a Força Centro vinda de Brunei, Shōji Nishimura e Kiyohide Shima, os dois últimos formando a Força Sul.

## A Batalha de Leyte

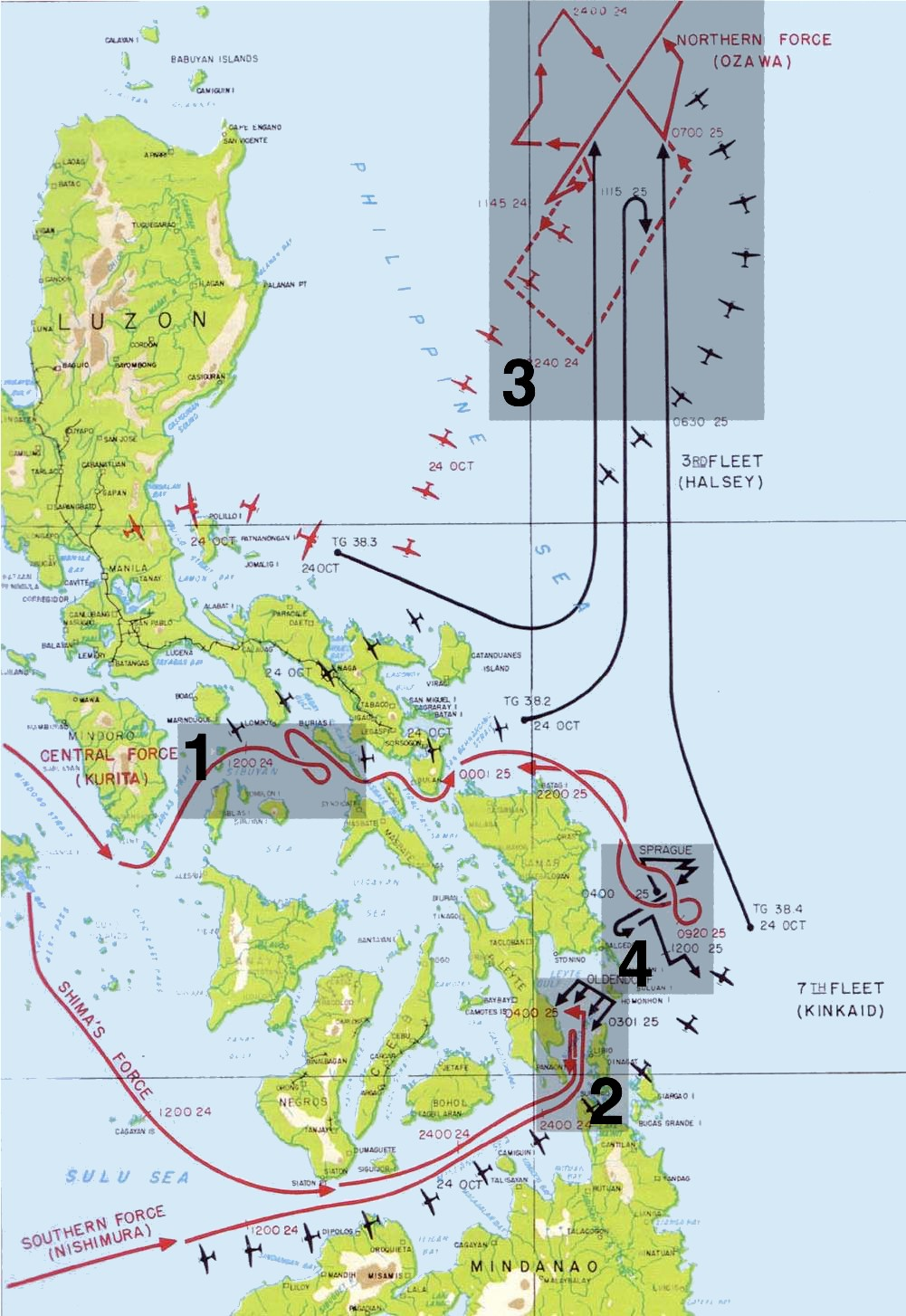
No mapa, as quatro áreas onde se desenrolou a Batalha do Golfo de Leyte, cada uma delas uma batalha naval.

Na noite de 23 de outubro de 1944, dois submarinos norte-americanos avistaram os couraçados de batalha de Kurita dirigindo-se a Leyte pelo oeste da ilha e lançaram um ataque de torpedos contra a frota, afundando dois cruzadores e avariando um terceiro. Um destes cruzadores carregava o almirante, que foi obrigado a permanecer na água por várias horas, estabelecendo o caos entre os comandantes da Força Centro até ser finalmente resgatado e transferido com sua bandeira de comando para o couraçado Yamato.
A esquadra japonesa prosseguiu então em direção ao Golfo de Leyte, entrando no Mar de Sulu onde teve lugar Batalha do Mar de Sulu, quando sofreram o ataque de aviões norte-americanos lançados de porta-aviões nas proximidades de Leyte e onde o couraçado Musashi foi afundado. Com o ataque, a frota de Kurita, duramente atingida – apesar do afundamento do porta-aviões americano USS Princeton pela aviação japonesa baseada em terra - deu a volta saindo da região, o que fez o comando aliado imaginar que ele recuava, mas durante a madrugada ele retornou e atravessou em velocidade o Estreito de San Bernardino para aparecer de surpresa pela manhã no Mar de Samar, em frente à frota aliada.
Na mesma madrugada em que os navios de Kurita atravessavam San Bernardino, a frota do almirante Nishimura surgia ao sul, no Estreito de Surigao, avançando diretamente para a frota americana de guarda na região. Na Batalha do Estreito de Surigao os japoneses perderam dois couraçados, Fusō e Yamashiro, e Nishimura foi morto, com os sobreviventes da frota se retirando para oeste. Surgindo logo em seguida à devastação da frota de Nishimura, os navios do almirante Shima pouco podiam fazer contra o poderio de fogo Aliado e após recolherem os sobreviventes do Fuso bateram em retirada, na qual dois de seus cruzadores colidiram e ficaram fora de operação.
Com a fuga das duas frotas e o desaparecimento dos navios de Kurita, que o comando aliado acreditava ter se retirado da região, os Aliados já comemoravam a vitória na batalha quando aviões de reconhecimento enviaram a notícia da descoberta da frota de porta-aviões do Almirante Osawa que se aproximava pelo norte, o que apanhou de surpresa o Almirante William Halsey, comandante da Força Tarefa aliada, que imediatamente deslocou sua força em direção à inesperada e muito mais poderosa ameaça. 

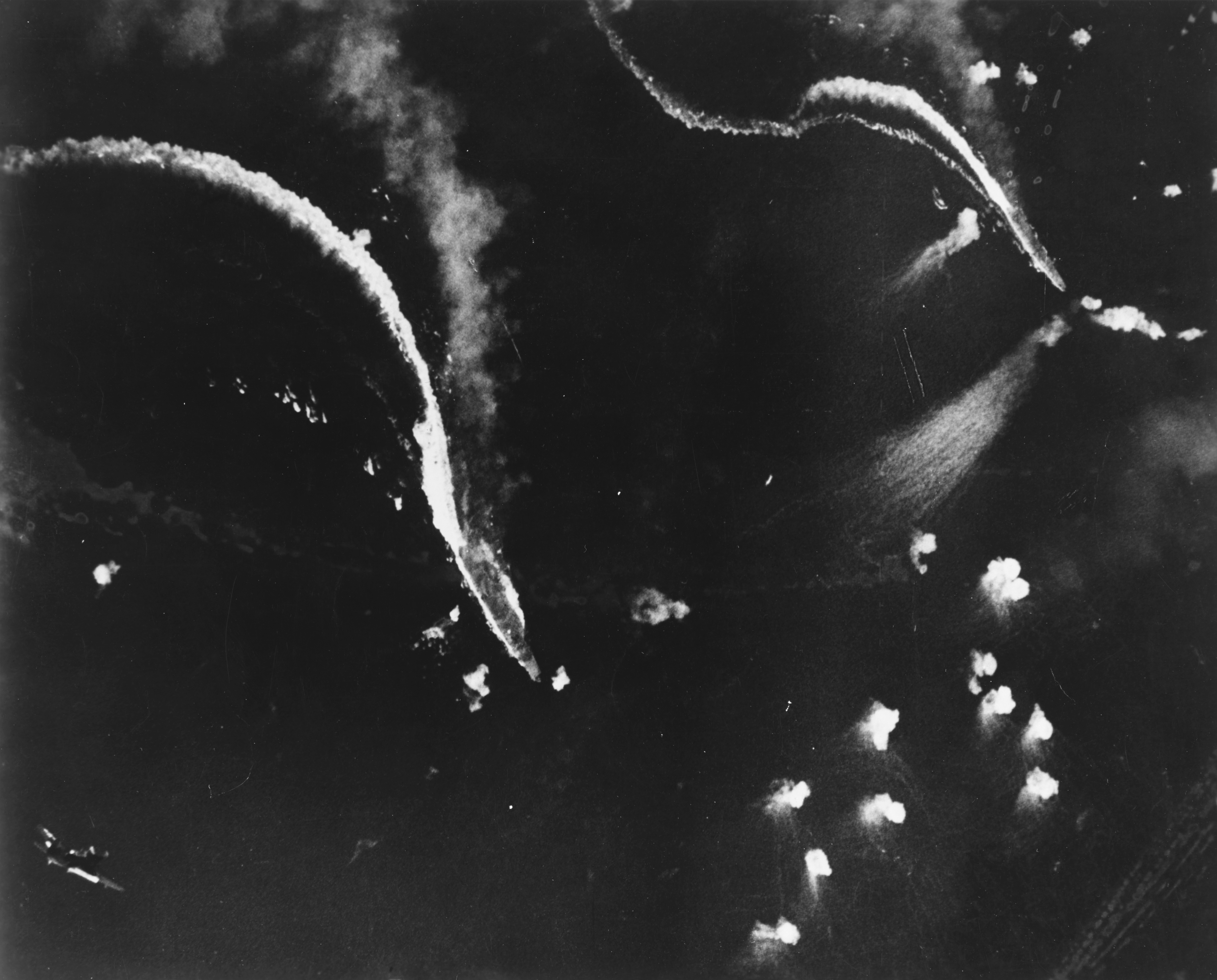
O porta-aviões Zuikaku sob fogo aéreo na Batalha do Cabo Engaño

Osawa chegava para cumprir seu papel de alvo flutuante (tiro-ao-pato), desviando o foco das atenções das outras três esquadras de couraçados e cruzadores, cuja missão era destruir os navios e porta-aviões americanos sem escolta aérea, com a ação de seus potentes canhões de longo alcance enquanto ele era atacado pela aviação inimiga.
Entretanto, o destino o havia colocado sob a mira dos aviões americanos quando duas das outras frotas japonesas já batiam em retirada quase aniquiladas e a terceira havia desaparecido, tornando seu sacrifício completamente vão. O encontro de Osawa e Halsey se deu em 25 de outubro na Batalha do Cabo Engaño, sendo quatro dos cinco porta-aviões japoneses afundados por ataques aéreos, entre eles o Zuikaku, último sobrevivente do ataque a Pearl Harbor - obrigando os navios sobreviventes a fugirem de volta ao Japão.
Faltava o desaparecido Kurita. A ainda poderosa esquadra do almirante, que os aliados acreditavam ter fugido da área de combate após as perdas que sofreu no ataque do dia anterior, navegou toda a madrugada em velocidade de batalha pelo Estreito de San Bernardino e as seis horas da manhã de 25 de outubro, irrompeu pelo Mar de Samar, onde se encontrava a parte da frota americana que não havia partido para o combate contra o Almirante Osawa. Composta de porta-aviões de bolso e de navios menores, principalmente contratorpedeiros, esta era a frota que protegia os desembarques de soldados em Leyte e foi completamente surpreendida pelo aparecimento dos navios japoneses com os seus mastros em forma de pagode.
Com os porta-aviões inimigos na alça de mira de seus poderosos canhões — o Yamato era então o mais potente couraçado do mundo e seu poder de fogo era igual ao de toda esta parte da frota americana reunida — a 32 km de distância, Kurita abriu fogo contra os surpresos americanos. Escondidos numa cortina de fumo, a frota americana respondeu ao ataque, mas era uma luta desigual, entre os mais potentes e modernos couraçados do mundo contra destróieres e porta-aviões com poucos aviões, na maioria armados apenas com cargas de profundidade e metralhadoras e não com torpedos, e a marinha japonesa começou um massacre contra os navios aliados.
Mesmo batendo em retirada protegidos por uma cortina de fumo, os Aliados perderam dois porta-aviões e diversos navios menores. Entretanto, num determinado momento, liderados pelo contratorpedeiro de escolta USS Johnston, os barcos de apoio da frota avançaram em linha num ataque quase suicida concentrado contra as forças japonesas, contratorpedeiros contra cruzadores e couraçados, apoiados pelos aviões dos pequenos porta-aviões que foram lançados ao ar com os armamentos que dispunham para tentar impedir o bombardeio dos porta aviões pelos navios de superfície inimigos. Na batalha que se seguiu diversos navios japoneses foram atingidos e três contratorpedeiros (incluindo o Johnston) foram afundados, além do porta-aviões USS Gambier Bay.

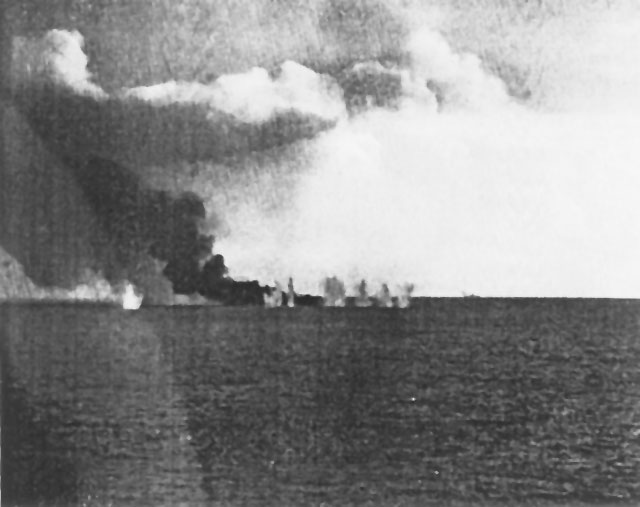
O Gambier Bay em chamas sob ataque durante a Batalha de Samar.

As armas japonesas, entretanto falavam mais alto e a perseguição continuava, com os gigantes japoneses sendo atacados pelos pequenos contratorpedeiros e pelos aviões tentando interceptá-los, mas os lentos navios da frota que fugia no fumo encontravam-se cada vez mais dentro do círculo de fogo e de impactos diretos dos japoneses. Outro porta-aviões de escolta, o St. Lo, também foi afundado a tiros de canhão.
Porém, quando parecia que o fim estava próximo para os Aliados, as 09:45 horas da manhã o almirante Kurita inexplicavelmente parou o ataque e deu ordem a todos os navios da frota para cessarem fogo e retirarem-se para o norte em velocidade de batalha. Apesar da maioria de seus navios estarem ainda intactos, os ataques aéreos e das formações de contratorpedeiros haviam quebrado a linha de ataque da frota japonesa e os feitos perder o controle tático da batalha. Três cruzadores pesados foram afundados e a ferocidade determinada dos aliados o fizeram avaliar que a continuação da perseguição causaria apenas mais perdas. Além disso, recebendo sinais da frota de Ozawa de que se encontrava sob ataque, Kurita calculou que o que ele atacava não era a principal frota americana, que esta se encontrava em combate contra Osawa e fatalmente seu devastador poder aéreo se viraria contra seus navios.
Segundo depoimento do Lt.Cmdr. Fukai (foi um vice-oficial de artilharia a bordo do Yamato) Kurita recebeu uma mensagem em um papel vermelho as 09h00 da manhã para atacar inimigos que estariam a 90 milhas do local de onde estava, os oficiais que estavam dispostos a continuar com o plano original de aniquilar as tropas aliadas que se encontravam no Golfo de Leyte acataram as ordens e retornaram ao Estreito de San Bernardino, não encontrando nenhum inimigo na região determinada retornaram ao Japão. Até hoje ninguém sabe de onde saiu a mensagem para redirecionar a esquadra de Kurita a um local onde não existia nenhum inimigo, pois ninguém confirmou a origem da mensagem.
Assim, Kurita se retirou para o norte, atravessando novamente o Estreito de San Bernardino, rumando de volta para o Japão. De seus cinco encouraçados que tinham começado a batalha, apenas o grande Yamato se encontrava em condições de combate, não tendo participado efetivamente da maior parte dos eventos da Batalha de Samar.
Ao custo da vida de mais de mil marinheiros e aviadores norte-americanos, o resultado da Batalha do Golfo de Leyte deixou seguros contra um ataque vindo do mar todo o 6.º Exército americano espalhado em combates nas cabeças de praia da ilha de Leyte, permitindo o avanço das tropas ilha adentro, cuja ocupação, entretanto, ainda custaria milhares de vida até ser completada em dezembro de 1944.
Foi lá também que pela primeira vez na guerra os Aliados viram aparecer e sentiram os primeiros efeitos dos kamikazes (os ventos de Deus) inimigos, depois que o contra-almirante Arima se jogou com seu avião sobre um navio australiano, sendo seguido por outros pilotos, numa flotilha suicida de aviadores que aumentaria e se sofisticaria pelo restante da guerra, chegando a seu apogeu em número de voluntários da morte na Batalha de Okinawa.
A frota japonesa não foi destruída em Leyte. Porém, seu fracasso em conseguir o domínio dos mares das Filipinas e impedir o desembarque e o avanço dos soldados americanos no país, colocou o Japão longe de dos recursos petrolíferos para seus navios e ao alcance dos bombardeiros americanos de longa distância, abrindo caminho para a invasão do território metropolitano que se seguiria em Iwo Jima e Okinawa. A frota retornou ao Japão onde permaneceu inativa até o final da guerra.